# Peraxilla punctata
Peraxilla punctata är en tvåhjärtbladig växtart som beskrevs av Van Tiegh.. Peraxilla punctata ingår i släktet Peraxilla och familjen Loranthaceae. Inga underarter finns listade i Catalogue of Life.